# Casa Vehí
Casa Vehí és un habitatge del municipi de Castelló d'Empúries (Alt Empordà) a l'antic nucli emmurallat de Castelló, al carrer de les Peixateries Velles, un dels carrers més significatius del barri jueu de la vila  al davant de la segona sinagoga. És inclòsa en l'Inventari del Patrimoni Arquitectònic de Catalunya.
}}

## Descripció
Edifici format per planta baixa i dues més d'alçada. La façana presenta un parament força íntegre bastit amb carreus ben escairats disposats formant filades completament regulars.
A la planta baixa presenta un gran portal d'arc de mig punt adovellat, amb els brancals construïts amb carreus de pedra, els quals formen part del mateix parament de la façana. A banda i banda del portal es documenten una sèrie de reformes que tapien anteriors obertures presents al mur. Alhora, en aquestes mateixes reformes, s'obren dues petites finestres rectangulars relativament recents. A la primera planta, les obertures són rectangulars i amb els brancals i les llindes bastits amb carreus de pedra. Tenen sortida a uns balcons independents, amb el forjat motllurat i una barana de ferro senzilla. El balcó central està bastit damunt del portal adovellat, al qual afecta en part. Les obertures de l'última planta són finestres allindanades amb els brancals de pedra.

## Història
Aquest edifici edifici es va construir al segle xvii, sobre restes tardomedievals del segle xiv. La família Vehí, originàriament propietària de l'immoble, foren durant l'edat mitjana cavallers dels comtes d’Empúries.
L'aljama jueva de Castelló va evolucionar des del barri de l'Eramala fins al barri del Mercadal.